# Humberto Solás Borrego
Humberto Solás Borrego (l'Havana, 4 de desembre de 1941 - 18 de setembre de 2008) va ser un director de cinema, productor i guionista cubà. Recordat pel seu film Lucía (1968), considerat una de les 10 pel·lícules més importants d'Amèrica Llatina.

## Biografia
Llicenciat en Història per la Universitat de l'Havana, aviat va començar a dedicar-se al cinema. El 1960 va iniciar la seva carrera en l'Institut Cubà d'Art i Indústria Cinematogràfica, primer com a assistent de direcció i més tard com a productor.
La seva projecció internacional la va aconseguir amb Un hombre de exito (1986), primera pel·lícula cubana  candidata a l'Oscar a la millor pel·lícula de parla no anglesa. Va obtenir el Premi Nacional de Cinema de Cuba el 2005. En 2003 va crear el Festival Internacional de Cinema Pobre, una mostra alternativa a Gibara.
En morir, l'Institut Cubà del Cinema va destacar la seva figura dient:

## Filmografia
- La huida (1958)
- Casablanca (1961)
- Minerva traduce el mar (1962)
- El refrato 1963 (curt)[5]
- El Acoso 1964 (curt)[5]
- Manuela (1966)
- Lucía (1968)
- Un día de noviembre (1972)
- Simparelé (1974)
- Cantata de Chile (1975)
- Cecilia (1981)
- Amada (1983)
- Un hombre de éxito (1986)
- El Siglo de las luces (1991)
- Miel para Oshún (2001) Premio Ariel a Mejor Película Iberoamericana en 2002.
- Adela (2005)
- Barrio Cuba (2005)

## Premis i nominacions
Festival Internacional de Cinema de Sant Sebastià
| Any  | Categoria                             | Pel·lícula | Resultat  |
| ---- | ------------------------------------- | ---------- | --------- |
| 1974 | Conquilla d'Or al millor curtmetratge | Simparele  | Guanyador |